# Youyou (ululement)
Pour les articles homonymes, voir Youyou et Ululement.
Le youyou (ou you-you ou you you, voire zagharit) est une variante régionale ancienne de l'ululement, pratiqué par les femmes de la région MENA (Moyen-Orient et Afrique du Nord), et certaines régions influencées par leur culture. Il s'agit de longs cris aigus et modulés poussés vocalement. 
Le youyou manifeste généralement une émotion collective lors d'évènements spéciaux et rassemblements : généralement la joie (dans les mariages et autres festivités), la tristesse (parfois dans les funérailles), mais aussi « la colère ou le désespoir »,.

## Histoire

### Libye antique
Les youyous étaient pratiqués en Libye antique, de même qu'en Égypte antique et en Grèce antique dans les temples de la déesse Athéna, comme l'affirme Hérodote qui mentionne des « cris perçants qu'on entend dans les temples de cette déesse » et qui tireraient leur origine des femmes libyennes.
En Libye antique, les femmes libyennes effectuaient les cérémonies en poussant un cri caractéristique que l'historien Hérodote fit remarquer : « Pour moi, les hurlements rituels qui accompagnent les cérémonies religieuses ont aussi la même origine, car les Libyennes en usent fort et d'une façon remarquable ; en Grèce, des cris rituels de femmes dans les supplications aux dieux », cris qui existaient également en Égypte antique.
Homère mentionne l'ololuge (ululation) dans ses œuvres,, comme le fait Hérodote, citant l'ululement en Libye — où il est encore pratiqué — et parmi les traductions de ses propos nous avons : « Je pense pour ma part que les grands cris poussés lors de nos rites sacrés viennent aussi de là ; car les femmes libyennes sont très portées sur ces cris et les poussent avec beaucoup de douceur. » Ou dans une autre traduction : « Je pense aussi que l'ololuge ou cri de louange émis lors du culte d'Athéna est né en Libye, car il est souvent employé par les femmes libyennes, qui le font extrêmement bien. »

### Égypte antique
Dans l'Égypte antique, une référence à l'ululement apparaît sur l'inscription des textes de la pyramide d'Ounas, sur le mur ouest du corridor, et de Pépi Ier, dans les Sortilèges pour entrer dans l'Akhet.
En égyptien ancien, le mot pour qualifier l'ululement était hmy (aussi retranscrit hemy, hɛmiː).

### Mésopotamie ancienne
Dans l'ancienne Mésopotamie, les termes utilisés pour le désigner étaient en akkadien alālu, elēlu ou ellumallu et en sumérien alala.

### Levant ancien
La pratique est ancienne chez différents peuples et ethnies du Levant, Proche-Orient et pays de Cham.

## De nos jours
Les populations du Moyen-Orient et d'Afrique du Nord, les populations afro-asiatiques, ont conservé la pratique de l'ululement jusqu'à aujourd'hui là où de nombreux autres peuples et ethnies ont perdu cette pratique.

### Monde berbère (Berbérie)

#### Dans la tradition berbère
Dans la culture berbère, le youyou est principalement utilisé lors des moments de fête (tameghra) tels que le mariage, les noces ou le baptême, ainsi que lors de danses et chants traditionnels. Il fait partie intégrante du folklore berbère dont il est un élément incontournable. Le youyou est aussi utilisé durant les enterrements.
En berbère, le youyou est le plus couramment appelé tiɣri (tighri), au pluriel tiɣratin (tighratin). Dans le dialecte libyen ghadamsi il est appelé taɣrit (taghrit), au pluriel teɣratin (teghratin). En kabyle et en mozabite, les termes slilew ou slewlew signifient respectivement « pousser des youyous », liés aux termes siwel/ssiwel (parler) et awal (parole, discours). En rifain on trouve le terme asriwriw ou ariwriw pour youyou et le terme sriwriw pour le verbe lancer des youyous, dont l'origine proviendrait du mot siwer (parler), provenant lui-même de awar (parole, discours). Dans le parler rifain des Aït Iznassen, il est aussi appelé alewliw (pluriel ilewliwen) ou aslewliw tandis que le verbe slewlew signifie « faire des youyous ».
Chez les Touaregs dans le Sahara de l'Ouest, le terme teɣerit (tegherit), au pluriel tiɣeratin (tigherâtîn) désigne un cri perçant prolongé d'un i, un cri principalement masculin exprimant l'enthousiasme et l'ardeur, un cri de guerre.

#### Îles Canaries
Chez les Guanches dans l'archipel canarien, les termes utilisés en langue guanche - aujourd'hui éteinte - pour qualifier le cri ont été relevés sous les formes : tăγuyyit, tăɣuyyit (taghuyyit), taqquit (taqqwit) ou taguyyăt, au pluriel tiɣuya (tighuya). Ils peuvent signifier : cri, appel, invocation, lamentation ou alerte.

### Maghreb

#### Guerre d'Algérie
Pendant la guerre d'Algérie, les femmes algériennes poussaient des youyous en signe de soutien aux combattants (souvent pendant leur exécution par l'armée française, par laquelle ils accédaient au statut de chahids), comme aussi un signe identitaire, nationaliste ou de courage et de la douleur partagée,,.
Le youyou servait notamment de ralliement pour la confrontation.

#### Dans la tradition marocaine
Au Maroc, un chant traditionnel faisant les louanges du prophète Mahomet précède les youyous lors des cérémonies traditionnelles (mariage, baptême, compétitions). Ce chant, souvent scandé par les femmes lors de l'arrivée de la mariée devant son futur époux, fait écho à la tradition libanaise du āwīhā et ses paroles sont évocatrices de la tradition musulmane marocaine : 
aala rassoullah
ila jah ilajah sidna Mohammad
Ces paroles peuvent se traduire ainsi : « Prières et Salut sur le messager d’Allah. Il n’ y a de grandeur et de Majesté que celles de notre Maitre (Prophète) Mohamed. Allah, Soit avec celui qui a la Grandeur et la Majesté Suprême. »
Le sla ou slam, bien qu'étant principalement marocain, est aussi présent à la frontière maroco-algérienne dans la ville de Tlemcen et ses environs.

#### Dans la tradition libyenne
Chez les Libyens au Maghreb oriental, l'ululement est une pratique très ancrée culturellement.
On peut notamment le voir apparaître dans des scènes du film américano-libyen Le Lion du Désert.

### Moyen-Orient

#### Égypte
Chez les Coptes, autrefois durant les mariages traditionnels on amenait la mariée à dos de chameau ou de cheval, les hommes tiraient en l'air des coups de fusil et les femmes faisaient des zakharites (youyous) et chantaient à haute voix.
De nos jours les Coptes effectuent souvent des zagharits lors des baptêmes, des mariages, des ordinations de diacres et d'autres occasions joyeuses à l'église.

#### Palestine
Beauchesne écrit en 1917 : « À Nazareth, par un heureux hasard, j'ai assisté à la partie préliminaire d'une cérémonie nuptiale. Je vis d'abord entrer dans une maison un certain nombre de femmes, munies du tambourin, cet instrument antique qui a toujours accompagné en Palestine les joies et les tristesses. Elles entonnèrent immédiatement leur fameux youyou. ».
Un exemple de l'incorporation des ululations dans les chansons de mariage traditionnelles se trouve dans Zaghareed (également orthographié zaghareet), une collection de chansons de mariage palestiniennes traditionnelles réinterprétées et réarrangées par Mohsen Subhi et produites en 1997 par la troupe nationale palestinienne de musique et de danse El-Funoun.
Chez les Palestiniens, le tahleel ou tahlil, terme qui dérive de yuhalalu, est un genre spécial d'ululement effectué lors de certaines occasions.
Dans une vidéo largement diffusée sur internet en 2021, on peut voir des femmes palestiniennes en pleurs faire des youyous pendant que l'occupation israélienne démolit leur maison au mont Al-Sindas à Khirbet Qalqas, au sud d'Hébron.

#### Liban
Également un acte d'ululement, la « zalghouta » libanaise (autrement appelée « zaghroota) ne se limite pas à l'acte d'ululer : quelques versets sont scandés avant le grand cri. Lors des mariages, ces versets complimentent généralement les mariés, soulignant leur beauté, leur famille et leurs bonnes manières.
De même, les āwīhā ou zaghārīd, chants déclamatoires courts qui se terminent par des ululations, sont très répandus au Liban. Ils sont effectués par les femmes à la gloire de la mariée ou du marié. On y voit la procession de la zaffah des mariés, accompagnée de musique, lorsqu'ils entrent dans la salle de réception ; la représentation traditionnelle de la āwīhā, décrite plus haut, donnée par des femmes, qui dans ce cas sont vêtues de vêtements folkloriques libanais.

#### Irak
La pratique est très ancienne en Mésopotamie. En Irak moderne, lors des célébrations et fêtes privées les membres de l'audience féminine participent à l'évènement avec des ululements, en frappant des mains et chantant.

#### Arabie
Les ululements sont pratiqués dans la péninsule arabique.
À Oman dans les villes de Salala et Mirbat, importantes pour les artistes professionnels pratiquant la danse appelée rabūba ou rabāba, les hommes et les femmes sont accompagnées d'ululements, de chants, battements de mains et de tambourinage.

#### Yémen
Au Yémén les youyous accompagnent systématiquement les genres musicaux yéménites tels que les chants de travail mahdjal, hadi, tansura, hanhunnat et zagharid chantés par les femmes lors des occasions joyeuses, eux-mêmes accompagnés des interjections ayha ou iyha.

#### Monde aramaïque
Chez les Araméens et les Assyriens, le youyou est appelé en araméen et syriaque ܟܘܼܠܟܵܠܵܐ kulkālā, du verbe ܟܲܠܟܸܠ kalkil ou ܡܟܲܠܟܸܠ mkalkil. L'onomatopée correspondante est kililililililili.

#### Iran
La pratique de l'ululement est attestée en Perse et se retrouve encore aujourd'hui en Iran.

#### Monde kurde et Kurdistan
Chez les Kurdes, on retrouve les termes nalîn, rewîn, lêheytandin et tilîlî en fonction du dialecte kurde.
Les ululements sont souvent entendus lors des soirées henné, des mariages et du Norouz, car il s'agit d'une manifestation de célébration.
Les Yézidis l'appellent tahlil.

## Dans le monde
Il existe d'autres variantes de l'ululement dans différentes régions du monde.

## Films
Les zagharits sont largement interprétés et documentés dans les films égyptiens présentant des mariages égyptiens traditionnels, où les femmes sont connues pour leurs ululations très longues et bruyantes.
L'ululement apparaît dans de nombreux films se déroulant au Moyen-Orient et en Afrique du Nord, tels que Lawrence d'Arabie, La Bataille d'Alger et Le Lion du désert.

## Littérature

### Les «you-you» chez Assia Djebar
En 1967, dans le roman Les Alouettes naïves, la future académicienne Assia Djebar évoque ces cris de femmes algériennes sous différents noms et expressions françaises. Elle précise que « you-you » est le mot avec lequel les « Français traduisaient » ce « roucoulement qui tant de fois perçait en vrilles nos cœurs d’hier dans les noces » (p. 229). Ce sont des « roucoulements aigres que toutes poussaient du fond de la gorge… » (p. 106), qui peuvent être, selon les occurrences, « le cri de triomphe traditionnel » (p. 108), mais aussi celui du deuil quand des « femmes se mirent à hululer telles des hyènes » (p. 147), ou encore celui du combat (p. 229) pour « envelopper le champ de guerre d’une terreur triomphale » (p. 243).

### Littérature maghrébine
Publié en 2002, Tawargit d imikk (littéralement « plus qu’un rêve »), paru en français sous le titre Un youyou dans la mosquée, est un roman de l'écrivain marocain Mohamed Akounad, où il raconte l'histoire d'un imam qui s'est attiré les foudres des autorités à cause d'un youyou lancé dans sa mosquée.